# Wazemmes
Pour les autres significations, voir Wazemmes (métro de Lille).
Wazemmes (prononcé [wazɛm]) est un quartier central de Lille peuplé de 26 639 habitants en 2009. C'est également le nom de l'ancienne commune intégrée à Lille lors de l'agrandissement de 1858, et dont le quartier reprend une grande partie de la superficie.
Quartier de tradition populaire, dont une partie est en voie de gentrification, Wazemmes est notamment connu pour son marché qui est l'un des plus grands d'Europe.

## Héraldique
| Blason | Blasonnement : D'azur semé de fleurs de lis d'or, à une tour d'argent brochant sur le tout, et sommée de deux crosses d'or en sautoir. Commentaires : Ces armoiries sont celles de l’évêque de Tournai qui possédait à Wazemmes au Moyen Âge un château où il résidait. |

## Toponymie
Le nom Wazemmes vient de « Was » (le marais) et de « hem » (la maison) en flamand.

## Histoire

### Topographie

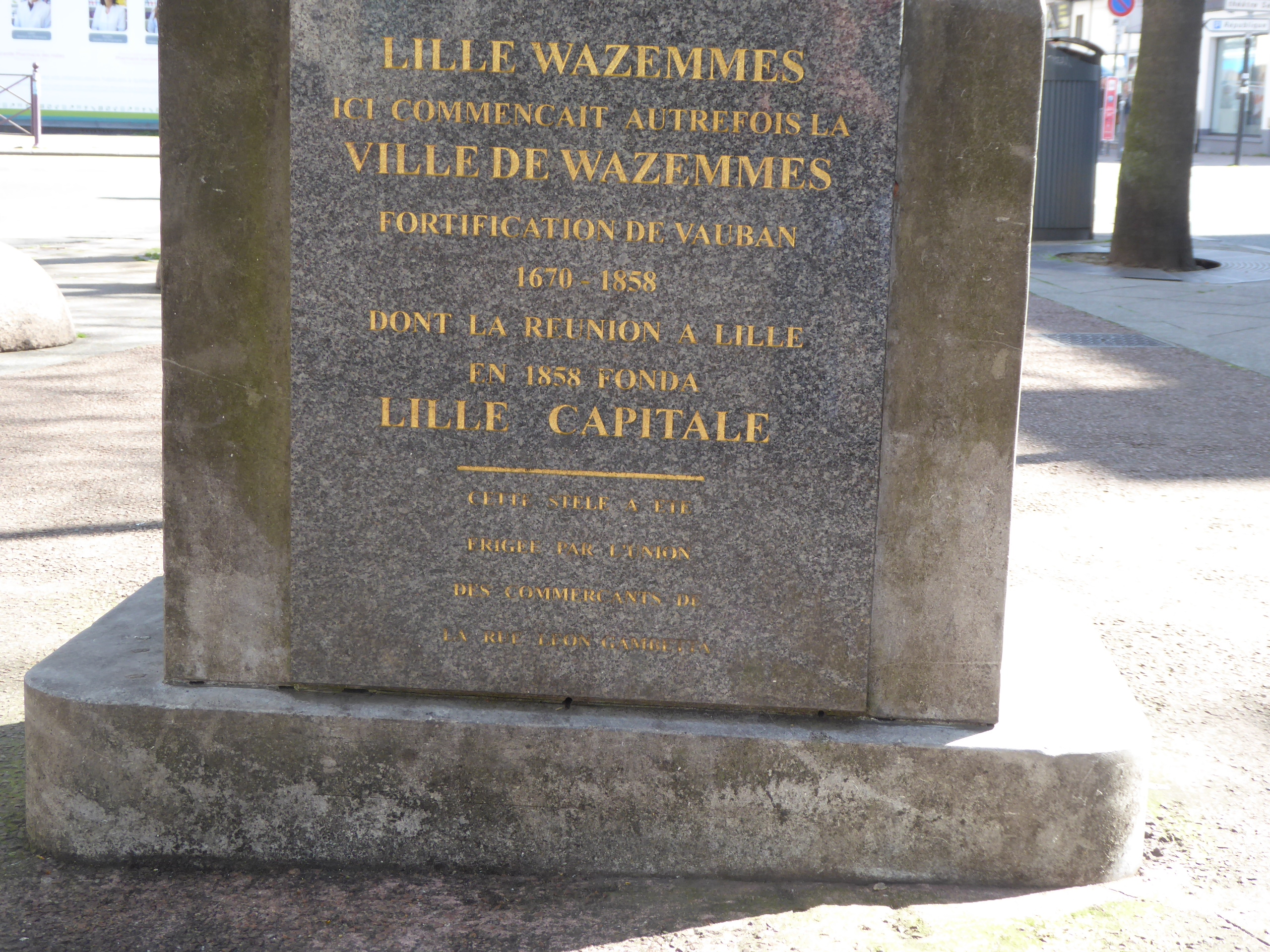
Indication de la limite de Wazemmes.

Le village de Wazemmes était situé en rive droite de la Deûle, juste en amont de Lille, à l'extérieur de l'enceinte urbaine jusqu'à son déplacement au sud à la suite de l'annexion de la commune à la ville de Lille avec celles de Moulins-Lille, d'Esquermes et de Fives en 1858.
Du remaniement des fortifications par Vauban en 1670 jusqu'à leur démantèlement après 1858 lors de l'agrandissement de Lille, la zone militaire s'étendait en avant de l'enceinte jusqu'à une ligne parallèle à la rue Solférino un peu au sud de cette rue jusqu'à la bifurcation de la rue de Douai et de la rue d'Arras puis approximativement sur le tracé de la rue de Cambrai. Cette ligne était la limite jusqu'en 1789 de la « banlieue » de Lille, au sens de territoire soumis à la juridiction du magistrat de Lille). Le souvenir de cette limite qui correspond à celle des quartiers de Lille-centre et de Wazemmes est matérialisé par un petit monument près du croisement des actuelles rues Gambetta et rue Solférino.
Cependant le territoire communal de Wazemmes s'étendait sur cette zone militaire jusqu'au rempart, soit approximativement jusqu'à l'emplacement du boulevard de la Liberté.
L’ancienne paroisse puis commune de Wazemmes comprenait 3 parties,
- à l’ouest le faubourg de la Barre, partie nord de l’actuel quartier Vauban-Esquermes,
- à l’est le faubourg des Malades, faubourg de Paris à partir de 1789, commune des Moulins, détachée de Wazemmes en 1833, actuel quartier de Moulins-Lille.
- au centre, autour de la rue Notre-Dame puis rue de Lille actuellement Léon Gambetta, le faubourg Notre-Dame, ou faubourg de Béthune sur la route de Lille à Béthune et jusqu'à l'emplacement de l'actuelle place Philippe de Girard où était située la première église jusqu'à sa destruction à la fin du XVIIIe siècle. Ce faubourg construit sur la rive droite du large lit primitif de la Deûle est à l'origine de l’actuel quartier de Wazemmes.

L'actuel quartier de Wazemmes englobe également une petite partie du territoire de l'ancienne commune d'Esquermes correspondant à l'ancien centre de ce village, au sud des rues Loyer et Deschoodt jusqu'au boulevard Montebello, par ailleurs, au sud des rues de Loos et d'Esquermes jusqu'au boulevard de Metz. L'autre partie de cette commune absorbée par la ville de Lille en 1858 est comprise dans le quartier Vauban-Esquermes.
L’histoire de Wazemmes est liée à celle de Lille.
D’après la légende, la Fontaine del Saulx, dont la rue de la Fontaine del Saulx actuellement dans le quartier Vauban garde la mémoire, était située sur le Fourchon, un des bras primitifs de la Deûle sur le territoire de l’ancienne commune et paroisse de Wazemmes et serait le lieu où aurait été élevé le géant fondateur de Lille, Lydéric.
Wazemmes est mentionnée dans le premier document connu, la Charte de Baudouin V de 1066.
L’agrandissement de Lille en 1603 autour de l’ancien Hôpital militaire, des places Richebé, de la porte de Béthune et de l’extrémité sud des rues de Béthune et du Molinel a englobé une partie du territoire de la paroisse de Wazemmes comprenant deux fermes, les censes des Corbeaux et des Coquelets dont le souvenir était rappelé par une rue absorbée en 1924 par la rue du Molinel. Une tour de cette ferme démolie vers 1960 subsistait jusqu'à cette date.  
Wazemmes a subi le passage des armées et a souffert de destructions lors des sièges de Lille de 1128, 1213, 1297, 1304, 1667, 1708.

### Hydrographie
La partie ouest de son territoire était parcourue par trois voies d'eau :  
- le Fourchon ou Arbonnoise, l'un des deux bras primitifs de la Deûle dans sa traversée de Lille, l'autre étant le Bucquet. Les deux bras se séparaient près de l'actuel pont de Canteleu. L'Arbonnoise passait à l'ouest du village d'Esquermes où elle divaguait en multiples dérivations puis traversait Wazemmes sur le territoire de l'actuel quartier Vauban entre la rue Nationale et le boulevard Vauban (voies tracées au cours des années 1860), passait à la Fontaine del Saulx lieu mythique où aurait été recueilli Lydéric nouveau-né dont une rue conserve la mémoire. À cet emplacement, la rivière alimentait un moulin jusqu'à la création du canal Vauban en 1669 et pénétrait à Lille à travers les fortifications aux environs de l'actuel square Dutilleul. Ce cours d'eau abondant à l'origine fut en grande partie asséché par la création du canal des stations et surtout du canal Vauban[8].
- le canal des stations construit en 1565, élargi et approfondi en 1637 d'une longueur de 1800 mètres de l'Arbonnoise à Esquermes jusqu'à l'entrée dans le rempart de Lille approximativement au croisement de la rue de Puébla et du boulevard de la Liberté. Ce canal alimentait un fossé des fortifications qui se déversait dans le canal du Haut-Hibernois par une vanne et une grille situées près de l'actuelle place Jacquard. La rue des Stations suit en grande partie le chemin qui longeait ce canal recouvert en 1883[9].
- le canal Vauban creusé en 1669 d'Esquermes (approximativement à l'emplacement de l'actuelle place du Maréchal Leclerc) à la Citadelle aux environs de l'ancien port Vauban (rue d'Armentières) sur un parcours correspondant aux actuelles rues Auber et du Sabot. Ce canal captant la plus grande partie des eaux de l'Arbonnoise tarit l'essentiel de celles du Fourchon en aval ce qui entraîna la disparition des moulins de Wazemmes, notamment celui de la fontaine del Saulx, qui n'étaient plus alimentés[8].

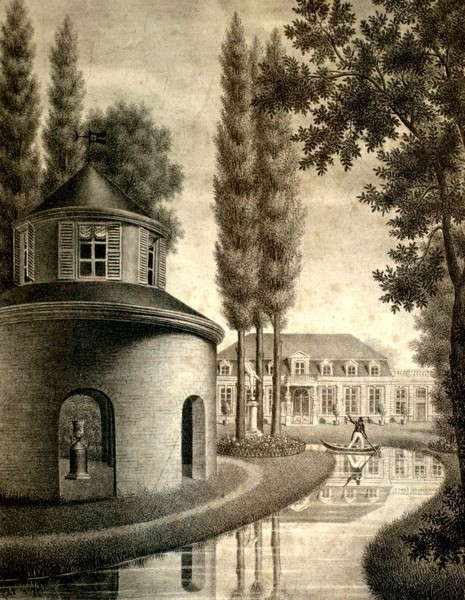
Maison de campagne à Wazemmes

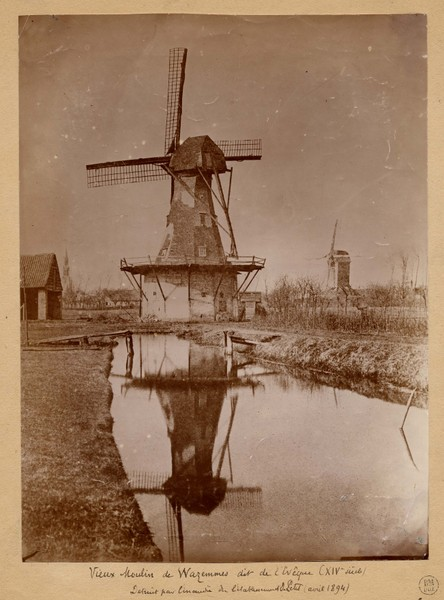
Moulin l'Evêque

La présence de ces cours d'eau donnait un caractère agréable à la périphérie d'une ville très dense enfermée dans ses remparts. Le chemin longeant la digue d'inondation établie par Vauban entre les fortifications et le village de Wazemmes et le chemin de halage du canal des stations étaient des lieux de promenade appréciés des lillois jusqu'à l'époque où ce canal fut pollué par l'industrie vers le milieu du XIXe siècle.

### Développement de Wazemmes
Aussi, la petite paroisse rurale se développe à partir du XVIIIe siècle avec la construction de maisons de plaisance et d’établissements de loisirs, guinguettes, la Nouvelle Aventure la plus prisée, la Vieille Aventure dont les noms d’une place et d’une rue perpétuent le souvenir et plusieurs autres. De grandes fêtes telle celle du broquelet se déroulaient dans ces établissements.
Sa population passe de 28 familles en 1438, 40 familles en 1549 (environ 200 habitants), à 500 habitants au XVIIe siècle à environ 3000 en 1783 pour l'ensemble de la paroisse. À cette date, le faubourg Notre-Dame, (actuel quartier de Wazemmes) comptait 215 maisons soit environ 1200 habitants, 1979 habitants en 1806, 4 517 en 1831 au début du développement industriel et peu avant le détachement de la commune de Moulins en 1833, 18 254 en 1856 , 21 179 en 1858 (y compris le faubourg de la Barre peuplé de moins de 3 000 habitants à cette date).
La partie de la commune à l'ouest de l'actuelle rue Nationale, futur quartier Vauban est une zone humide qui reste peu construite avant l'intégration de Wazemmes à la ville de Lille en 1860.
Le village établi à l'origine autour de la rue Notre-Dame (ou de Lille) actuellement rue Gambetta jusqu'à l'emplacement de l'actuelle place Philippe de Girard où s'élevait la première église puis la Mairie, se développe surtout vers l'Est dans la direction de Moulins.
Jusqu'au milieu du milieu du XIXe siècle, une partie du territoire de Wazemmes était encore rural. On y voyait de nombreux moulins qui ont disparu à la fin du siècle.
Ce territoire offrait des espaces pour l'installation d'usines. Avec elles se sont construites des courées, principalement dans les rues Racine, des Sarrazins et d'Iéna, dont un certain nombre sont détruites.
Après une première proposition refusée par le conseil municipal en 1834, celui-ci accepte en 1858 le rattachement à la ville de Lille lié à l'agrandissement de l'enceinte fortifiée qui englobe dans les années 1860 Wazemmes, Moulins et Esquermes.
Sa population était évaluée à 45 000 habitants en 1870 (y compris le territoire de l'actuel quartier Vauban). En 1883, rue des Postes, la chapelle des sœurs de la Sainte Enfance fut agrandie et devint l'église Saint-Benoît Labre.

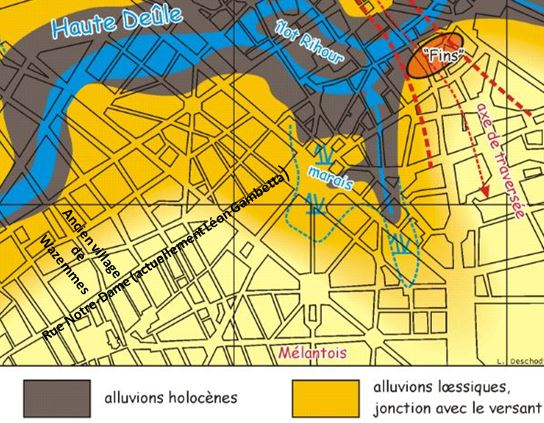
Géologie du site de Wazemmes
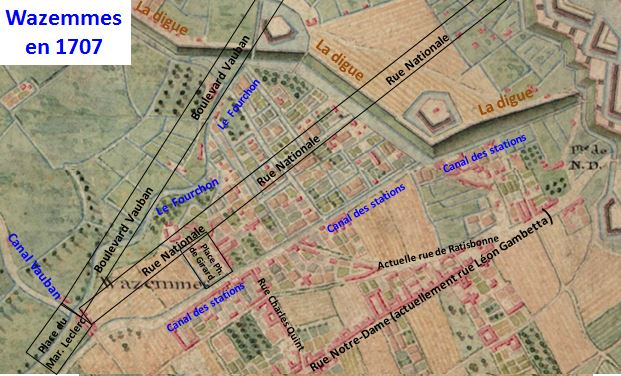
Plan de Wazemmes en 1707
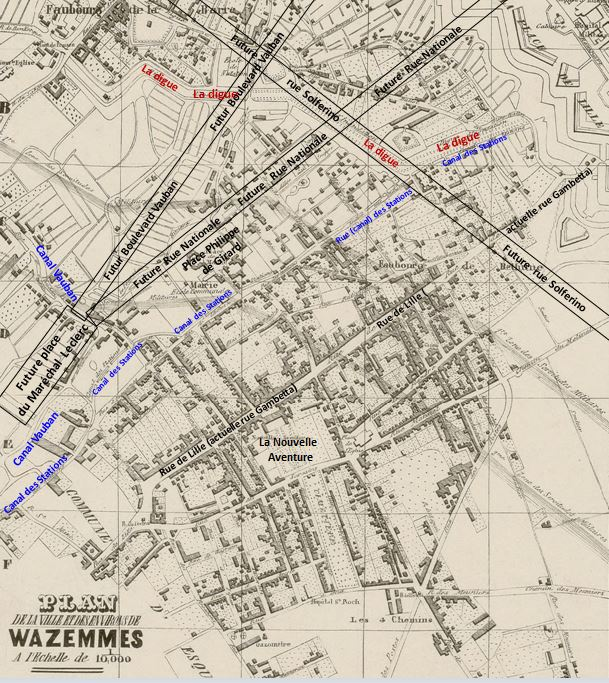
Wazemmes en 1855 surimposition de rues actuelles
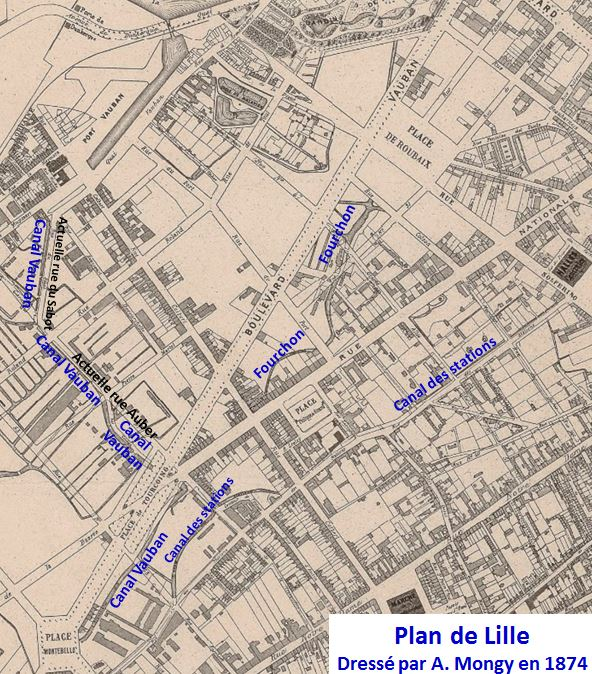
Plan de Wazemmes-Vauban en 1874
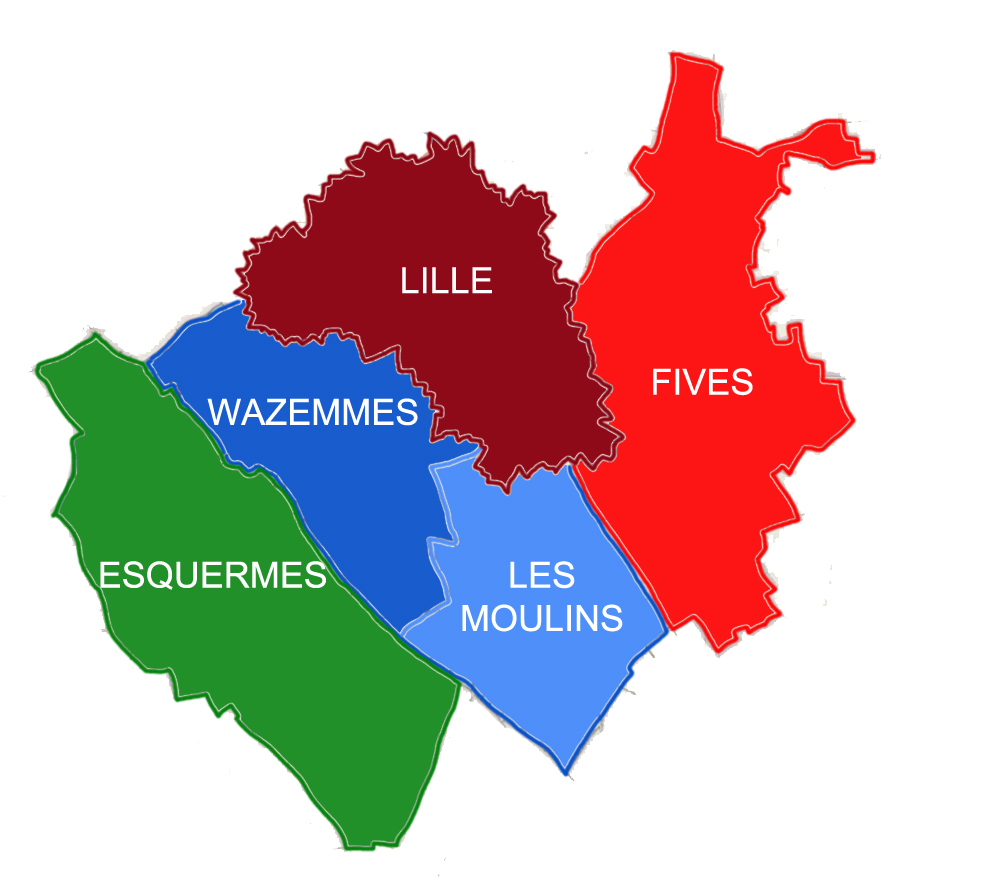
Territoire de Wazemmes et de ses communes voisines vers 1850

## Sociologie
Wazemmes est avant tout un quartier populaire, anciennement ouvrier, les usines du quartier (principalement des brasseries et des filatures) ayant toutes cessé leur activité.
On peut noter un phénomène de gentrification de ce quartier depuis le début des années 2000, des populations aux profils socio-économiques élevés ont pu être attirées par un aspect « authentique » du quartier et de ses habitants, tout en étant proche du centre-ville, ce quartier parut donc attractif. Comme tout phénomène de gentrification cela contribue, dans une certaine mesure, et toute proportion gardée pour ce quartier, à pousser les habitants les moins dotés en capital économique vers des quartiers périphériques, comme Lille-Sud par exemple (par ailleurs quartier historiquement populaire).
En septembre 2016, Philippe Froguel, habitant de ce quartier, écrit une lettre ouverte à Martine Aubry pour dénoncer la « détérioration rapide de la sécurité publique » à Wazemmes. Il s’inquiète notamment de la « régression communautaire » qui contraint les femmes à devoir endurer « les manifestations méprisantes des islamistes (…) et le harcèlement sexuel incessant des mâles ». Cette dégradation des conditions de vie des habitants et des commerçants, menacés par des bandes se partageant le trafic de drogue, est relayée également par les médias,.

## Culture
Place de la Solidarité, anciennement place des Quatre Chemins, s'élève depuis 1989 une sculpture de Marco Slinckaert, l'anneau de Möbius, représentant une forme géométrique symbolique, parfois désignée sous le nom de « serpent »,.
Le quartier contient la Maison folie de Wazemmes, voulue par la Mairie, dans le cadre des aménagements liés aux activités de Lille 2004, mais aussi un réseau de bars « branchés » et de salles de concerts, par exemple le Biplan (salle de concert associative créée début 1998 par des bénévoles), le Modjo (anciennement le Va-Zen).
Le quartier accueille tous les 1er mai depuis 2002 le Festival International de la soupe. Entre mai et juin le quartier accueille également le Festival Wazemmes l'Accordéon qui regroupe de nombreux musiciens autour de cet instrument. Des ponts sont réalisés entre ce festival et celui de la ville de Tournai.

## Lieux importants

### Place du marché

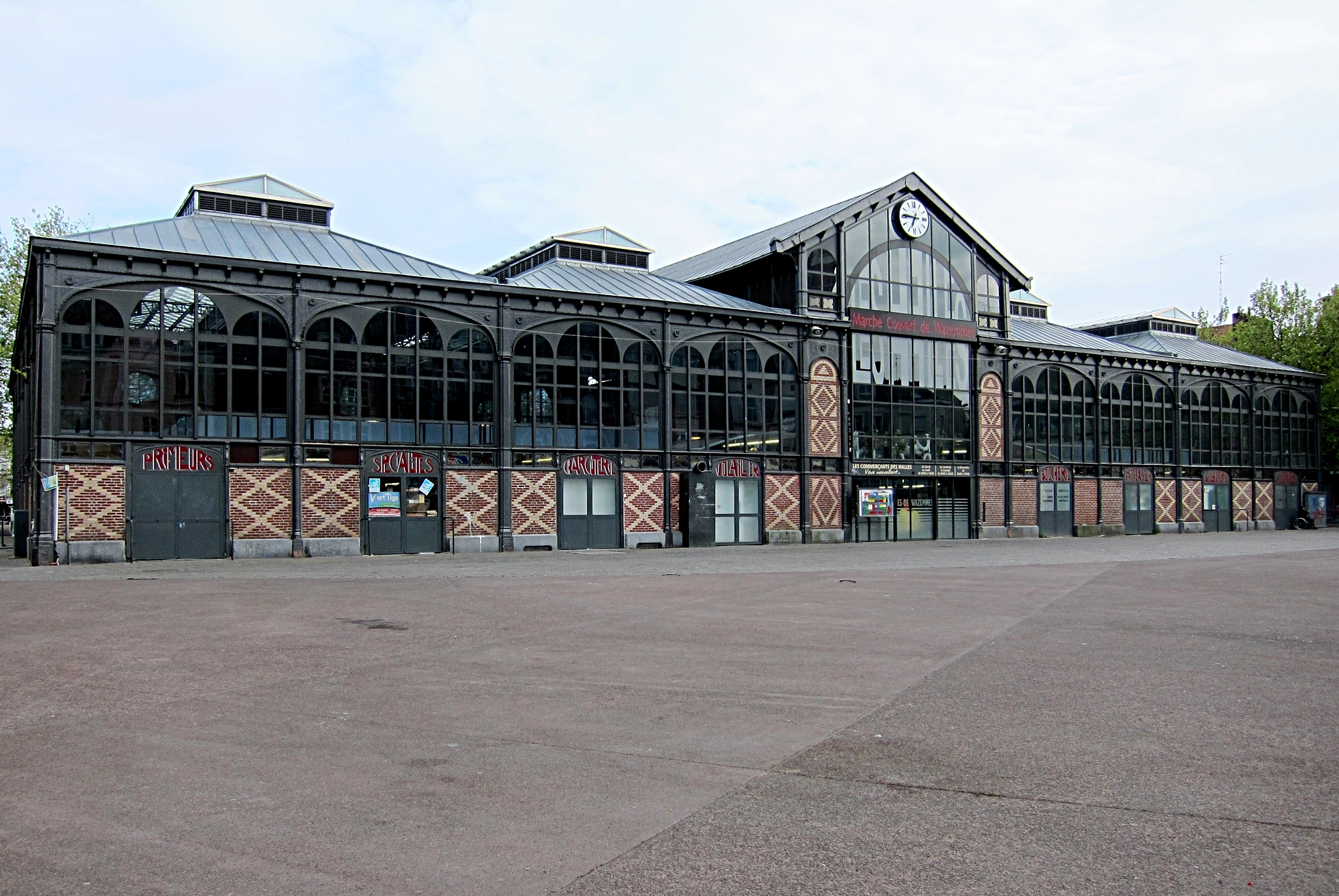
Les Halles de Wazemmes

La place du marché de Wazemmes est un lieu central du quartier. Tous les mardis, jeudis et surtout le dimanche, le marché de Wazemmes, sur la place de la Nouvelle Aventure, rassemble un nombre important de commerçants et camelots. C'est un lieu de vie intense et un des plus grands marchés d'Europe permettant aux habitants du quartier et à l'ensemble des Lillois de venir s'approvisionner en produits frais (légumes, fruits, viande, poisson...) et en petits produits nécessaires à la vie quotidienne. Le marché se trouve également renforcé par les halles de Wazemmes situées entre la place de la Nouvelle Aventure et la rue Gambetta, qui abritent des commerçants plus sédentaires proposant des produits variés. La place est entourée de bars et restaurants où l'affluence baisse rarement, notamment sur les terrasses en été.

### Église Saint-Pierre-Saint-Paul

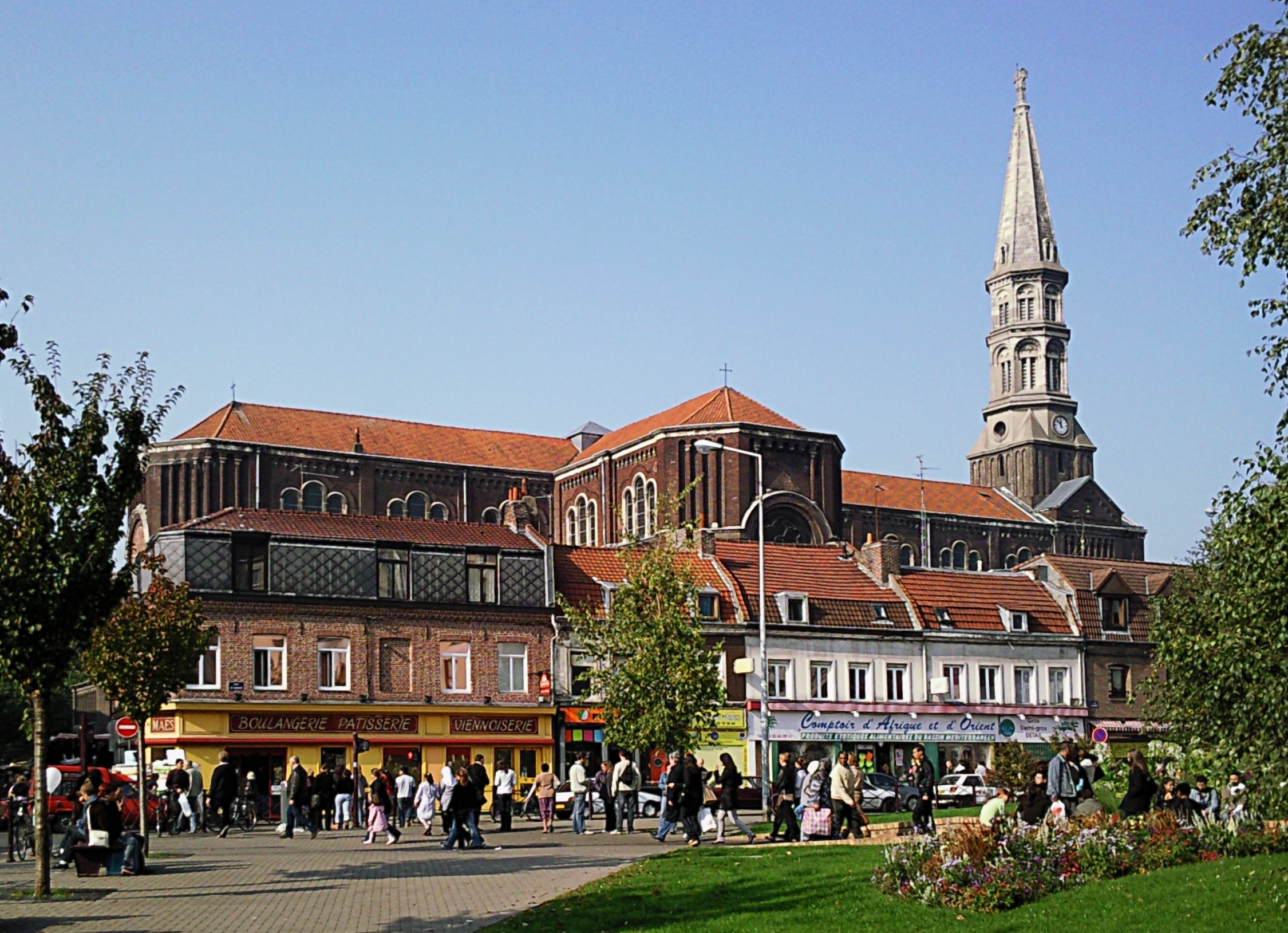
L'église Saint-Pierre-Saint-Paul

L'église Saint-Pierre-Saint-Paul se trouve sur la place du marché de Wazemmes. Sous l'église se trouve une crypte qui abrite le club d'escrime de la ville, l'académie d'escrime Vauban Lille.

### Rue Léon Gambetta
La rue Léon Gambetta est en partie contenue dans le quartier de Wazemmes. C'est d'ailleurs dans cette portion de la rue Léon Gambetta que l'on retrouve le plus de commerces. Très fréquentée, en semaine mais aussi le week-end, elle permet d'accéder aux commerces de tous les jours pour un bon nombre de Lillois habitant Wazemmes ou les quartiers proches (Vauban par exemple).
Elle passe aussi par le marché de Wazemmes.

### Place Casquette
Petite place ayant comme particularité d'avoir en son centre un terrain de boule entouré d'arbres et de ressembler, vue de haut, à une casquette. Le café et les épiceries lui rajoutent du charme.
Cette place est située au bout de la rue des Sarrazins, qui part de la place du Marché et où sont situés bon nombre de bars, restaurants et épiceries.
Elle comporte des espaces pour les tournois de pétanque.

### Les courées
Le quartier compte un grand nombre de courées, anciens lieux d'habitation des ouvriers du quartier au début du siècle dernier. L'une des plus connues est la cité des 4 chemins, qui chaque année, début juin, accueille une fête organisée par ses habitants.